# Melanesien-Cup
Der Melanesien-Cup (englisch Melanesia Cup) war ein zwischen 1988 und 2000 siebenmal ausgetragener Wettbewerb für die fünf Fußballnationalmannschaften Melanesiens. Startberechtigt waren Fidschi, Neukaledonien, Papua-Neuguinea, die Salomonen und Vanuatu. In den Jahren 1994, 1998 und 2000 diente das Turnier auch als Qualifikation für die Ozeanienmeisterschaften 1996, 1998 und 2000. 2002 wurde das Turnier aus Sicherheitsgründen abgesagt.
Im Juli 2020 bestätigte der OFC-Präsident Lambert Maltock und die Melanesian Spearhead Group, dass der Wettbewerb unter dem Namen MSG Prime Minister’s Cup fortgesetzt werden soll und auch andere OFC-Nationen außerhalb Melanesiens teilnehmen können. Ein Zeitraum für die Austragung wurde nicht genannt.
Im August 2022 wurde angekündigt, dass der MSG Prime Minister’s Cup vom 17. bis 30. September 2022 in Port Vila, Vanuatu stattfinden soll. Es nahmen Fidschi, Neukaledonien, Papua-Neuguinea und die Salomonen teil, sowie das Gastgeberland mit zwei Mannschaften.

## Die Turniere im Überblick
| 1988 Details             | Salomonen     | Fidschi         | Salomonen     | Neukaledonien   | Vanuatu         |
| 1989 Details             | Fidschi       | Fidschi         | Neukaledonien | Salomonen       | Papua-Neuguinea |
| 1990 Details             | Neukaledonien | Vanuatu         | Neukaledonien | Fidschi         | Salomonen       |
| 1992 Details             | Vanuatu       | Fidschi         | Neukaledonien | Salomonen       | Vanuatu         |
| 1994 Details             | Salomonen     | Salomonen       | Fidschi       | Papua-Neuguinea | Neukaledonien   |
| 1998 Details             | Vanuatu       | Fidschi         | Vanuatu       | Salomonen       | Papua-Neuguinea |
| 2000 Details             | Fidschi       | Fidschi         | Salomonen     | Vanuatu         | Neukaledonien   |
| MSG Prime Minister’s Cup |               |                 |               |                 |                 |
| 2022                     | Vanuatu       | Papua-Neuguinea | Vanuatu „B“   | Fidschi         | Salomonen       |
| 2023                     | Neukaledonien | Salomonen       | Neukaledonien | Vanuatu         | Papua-Neuguinea |
| 2024                     | Salomonen     | Papua-Neuguinea | Fidschi       | Salomonen       | Vanuatu         |